# Meizodon
Meizodon är ett släkte av ormar. Meizodon ingår i familjen snokar.
Släktets medlemmar förekommer i Afrika och i angränsande områden av Arabiska halvön. De påminner om hasselsnoken i utseende. Honor lägger ägg.
Arter enligt Catalogue of Life och The Reptile Database:
- Meizodon coronatus
- Meizodon krameri
- Meizodon plumbiceps
- Meizodon regularis
- Meizodon semiornatus